# Interview インタビュー
『Interview インタビュー』（インタビュー、原題：인터뷰）は、2000年の韓国映画。ドキュメンタリーを製作中の映画監督とその取材対象となった女性が、カメラを通じて心の内をさらけだすことで真実の愛を見つけだす姿を描いている。

## キャスト
- イ・ヨンヒ：シム・ウナ
- ウンソク：イ・ジョンジェ
- ：チョ・ジェヒョン
- ：クォン・ミンジュン
- ：キム・ジョンヒョン

## スタッフ
- 監督・脚本：ピョン・ヒョク